# Cachí
Cachí – miasto w Kostaryce, w prowincji Cartago.